# El Pantà (Godall)
El Pantà és una obra de Godall (Montsià) inclosa a l'Inventari del Patrimoni Arquitectònic de Catalunya.

## Descripció
És un conjunt d'estructures format per dos pous de pedra gran ben escairada, de forma quadrada i amb estructura de ferro per sostenir la corriola. A l'interior són circulars realitzats amb pedres no tallades. A un d'ells es pot llegir la data de 1930. Al centre d'aquests pous i una mica més enretirat hi ha uns abeuradors de pedra tallada que canalitzen l'aigua des de l'altra banda per mitjà d'una conducció sostinguda per dos pilars, més gruixuda a la banda de l'abeurador, al cim de la qual, recolzat sobre rajoles, hi ha un plafó de Sant Antoni, protector dels animals.

## Història
Lloc anomenat popularment el "pantano", situat al costat de la carretera que va de la Galera a Godall, a l'entrada d'aquest darrer, a l'altra banda hi ha el barranc de la Caldera, que travessa subterràniament tot Godall, des que es va cobrir aquest amb una volta de més de 400 m de longitud. Abans els abeuradors estaven situats a l'altre costat del barranc, però les pluges hi impedien l'accés, i per això es canviaren de lloc, segurament cap al 1930.